# 명호초등학교 (경북)
명호초등학교는 대한민국 경상북도 봉화군 명호면 도천리에 있는 공립 초등학교이다.

## 학교 연혁
- 1934년 10월 10일 명호공립보통학교 개교(1,2학년 2학급)
- 1938년 4월 1일 명호공립심상소학교로 개칭
- 1941년 4월 1일 명호공립국민학교로 개칭
- 1951년 6월 1일 삼동분교장 개교(4학급)
- 1952년 3월 31일 삼동분교장, 삼동국민학교로 독립
- 1968년 8월 5일 고양분교장 개교(3학급 편성)
- 1968년 8월 20일 고양분교장, 고양국민학교로 독립
- 1970년 4월 25일 고계분교장 개교
- 1993년 3월 1일 고계국민학교 폐교, 본교에 통합
- 1994년 3월 1일 삼동국민학교, 분교장 격하
- 1996년 3월 1일 명호초등학교로 교명 변경
- 1997년 3월 1일 북곡초등학교, 분교장으로 격하
- 1999년 9월 1일 삼동분교장[1], 고양초등학교 폐교, 본교에 통합
- 2013년 3월 1일 북곡분교장 폐교, 본교에 통합
- 2014년 2월 14일 제77회 졸업(졸업생 총 3796명)
- 2015년 2월 13일 제78회 졸업 (졸업생 총 3801명)
- 2016년 2월 19일 제79회 졸업(졸업생 총 3812명)
- 2017년 2월 10일 제80회 졸업(졸업생 총 3825명)
- 2018년 2월 9일 제81회 졸업(졸업생 총 3829명)

## 참고 자료
- 명호초등학교 - 한국교육학술정보원 학교알리미